# José d'Encarnação
José Manuel dos Santos Encarnação, o simplemente José d'Encarnação, (São Brás de Alportel, 1944) es un catedrático universitario, arqueólogo e historiador portugués especializado en temas relacionados con la presencia romana en Portugal y la epigrafía latina.

## Biografía
José d'Encarnação se licenció en Historia por la Facultad de Artes de la Universidad de Lisboa en 1970. Realizó después el Curso de Conservador de Museos en el Museo Nacional de Arte Antiguo (Lisboa) en 1971-72. Ese mismo año completó el Curso de Ciencias Pedagógicas en la Facultad de Artes de la Universidad de Lisboa. Se doctoró en Historia por la Universidad de Coimbra, con especialidad en Prehistoria y Arqueología, en 1984.

## Cargos y funciones
Fue nombrado Profesor Titular de la Facultad de Artes de la Universidad de Coimbra, en 1991. Está jubilado desde julio de 2007. En esa universidad ocupó varios cargos: Presidente del Consejo Pedagógico de la Facultad de Artes (1984-1986); Presidente del Comité Científico del Grupo de Historia (1992-93); miembro de la Secretaría del Curso de Especialización en Asuntos Culturales de las Administraciones Locales (desde 1989); Coordinador general, en la Facultad de Artes, de los programas Sócrates/Erasmus.
Fue director del Instituto Português de Arqueologia (2002-2004) de la Universidad de Coimbra.
Dirigió la revista Conimbriga entre 2002-2004 y continúa guiando la publicación del Ficheiro Epigráfico, suplemento de esta revista, publicado desde 1982.
Miembro del consejo editorial o asesor de publicaciones periódicas nacionales y extranjeras, como Akhros (Melilla), Archivo Español de Arqueología (Madrid), Espacio, Tiempo y Forma (Madrid), Hispania Epigraphica (Madrid), Phoînix (Rio de Janeiro), Palaeohispanica (Zaragoza), Salduie (Zaragoza) y Veleia (Vitoria, País Vasco).
Es responsable, junto con Guilherme Cardoso, del estudio de la villa romana de Freiria (S. Domingos de Rana, Cascais), y de la investigación de la ocupación romana en el municipio de Cascais .
Es miembro de la Comisión Internacional que preside la organización de los coloquios sobre Lenguas y Culturas Paleohispánicas. Es el administrador de las listas de correo : ArchPort (Arqueología), HistPort (Historia de Portugal) y Museum (Museos, Patrimonio e Historia del Arte). Además de sus actividades científicas, también es periodista, dedicándose principalmente al área cultural.

## Premios y distinciones
Recibió la medalla al mérito municipal de Cascais en julio de 1994. Recibió el diploma al Mérito Profesional Rotario del Rotary Club de Cascais/Estoril en 2000. Fue nombrado doctor honoris causa por la Universidad de Poitiers (Francia) en 2001. Es académico distinguido de la Academia Portuguesa de la Historia (desde el 16 de julio de 2010); académico correspondiente en la Real Academia de Buenas Letras (Barcelona, desde el 9 de octubre de 1997) y, desde el 17 de diciembre de 1999, en la Real Academia de la Historia (Madrid); Académico correspondiente de la Academia de Ciencias de Lisboa, desde 2015. El 1 de junio de 2015 le fue otorgada la insignia al mérito cultural de la Municipalidad de São Brás de Alportel.
En 2016 la publicación Conimbriga, revista do Instituto de Arqueología le dedicó, en homenaje, el número 55.

## Obras publicadas
Entre las más de cuatrocientas obras arqueológicas e historiográficas, destacan las siguientes:
- Divindades Indígenas sob o Domínio Romano em Portugal (Subsídios para o seu Estudo), Lisboa, 1975. 2.ª edición: 2015.
- Inscrições Romanas do Conventus Pacensis - Subsídios para o Estudo da Romanização, 2 volúmenes, Coimbra, 1984. Disponibilizado on line.
- Introdução ao Estudo da Epigrafia Latina, Coimbra, 1979, 1987, 1997.
- Roteiro Epigráfico Romano de Cascais, Cascais, 1994 [2.ª edición revisada y aumentada en 2001].
- Para uma História da Água no Concelho de Cascais, 1995. En colaboración con Guilherme Cardoso.
- Estudos sobre Epigrafia, Coimbra, 1998.
- Cascais e os Seus Cantinhos, Lisboa, 2002.
- As Oficinas da História, Lisboa, 2002.
- A História Tal Qual se Faz, Lisboa, 2003.
- Festas de Tradição no Concelho de Cascais, Mafra, 2004. Autor del texto. Fotos de Francisco de Almeida Dias.
- Epigrafia, as Pedras que falam, Coimbra, 2006. 2.ª edición: 2010
- Recantos de Cascais. Lisboa, 2007.
- Dos Segredos de Cascais, Lisboa, 2010.
- Cascais - Paisagem com Pessoas dentro. Cascais, 2011.